# Gutierrezia
Gutierrezia là một chi thực vật có hoa trong họ Cúc (Asteraceae).

## Loài
Chi Gutierrezia gồm các loài: